# 贝特古夫林 (基布兹)
贝特古夫林（羅馬化：Bet Guvrin，直译：「阿拉米语中意为「人之家」」）是拉吉地区一座基布兹，地在贝特古夫林古城（马雷沙）以西，并以此命名。该地坐落于迦特镇以东30千米处，受約阿夫地區議會管辖。在2021年其人口447人。

## 历史
贝特古夫林基布兹成立于1949年七七节夜晚，始建者为帕拉玛赫退役成员。前一年的阿以战争中犹太军突袭当地，古城拜特吉卜林的巴勒斯坦阿拉伯居民出逃，此后基布兹得以建立。基布兹第一代居民为两家青年组织的成员，分别为1945年自土耳其移民来的「耶齐维姆」及1946年自罗马尼亚移民来的「布内霍林」。
基布兹建立在阿拉伯村庄拜特吉卜林以北野外，而拜特吉卜林之所在，昔日则是旧称「贝特古夫林」、后于公元200年由罗马人改名「厄琉忒罗波利斯」（Ἐλευθερόπολις，「自由人之城」）的犹太城镇。此地后为法兰克人殖民地，名「贝特吉贝林」，直到穆斯林征服，此地以阿拉伯语名号「拜特吉卜林」（阿拉伯语：بيت جبرين）为人所知，这一称呼也更加出名。

## 经济
过去当地经济立足于饲养鸡、牛，种植庄稼，尚有一家名为BG科技（BG Technologies）的化工企业落户当地。此外，基布兹运营的营生还有宴会厅一座、服饰礼品店一家、珠宝店一家、牙医诊所一家、公共游泳池一处。

## 地标

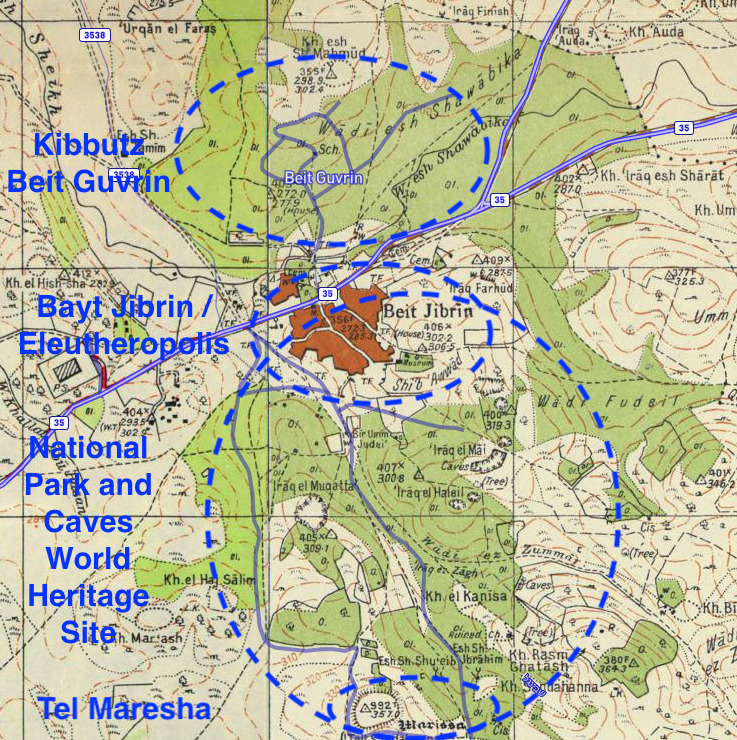
贝特古夫林基布兹、历史古城拜特吉卜林-厄琉忒罗波利斯、古代洞窟世界遗产、马雷沙土丘等处地图（1940年代巴勒斯坦调查地图，附有现代注记）

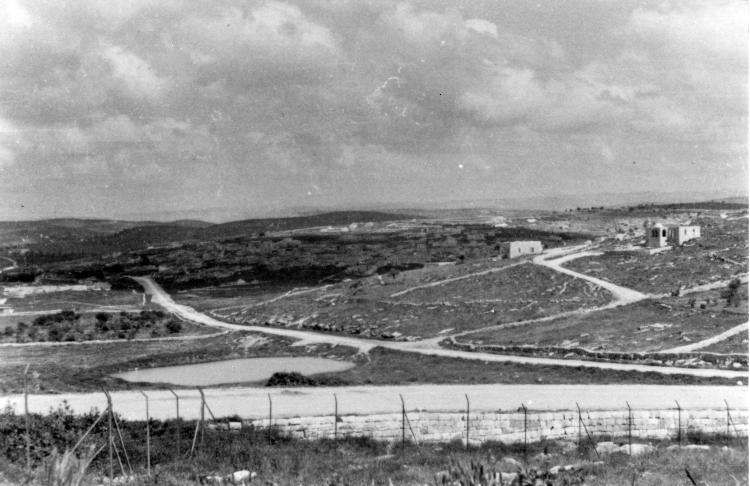
1949自警局看贝特古夫林基布兹，摄于1949年

本基布兹四周环绕古迹，这些古迹则属公元前一世纪至公元二世纪之间的古镇贝特古夫林。贝特古夫林-马雷沙国家公园是热门的旅游目的地，其中有属于希腊化时代、带有壁画的洞窟，有纳骨堂，还有罗马时代古城及十字军城堡废墟。
附近一带地区则有许多伊斯兰教圣地（麦卡姆，类似麻札）如奈比吉卜林、谢赫马哈茂德等等，然而这些圣地中最神圣者当属泰米姆·阿勒达里的麦卡姆，归属于穆罕默德的一位圣伴，此人曾经控制希伯伦地区，犹太人的列祖之洞也包括在内。不过今日所有穆斯林圣地均已荒废。
1973年电影《万世巨星》在此取景。